# Silvana Gandolfi
Silvana Gandolfi (Roma, 1940) è una scrittrice italiana, soprattutto di romanzi per l'infanzia.

## Biografia
Amante dei viaggi e della pigrizia, come lei stessa ama ricordare, si propone per la prima volta al pubblico dei bambini e delle bambine nel 1992 con il libro La scimmia nella biglia, pubblicato nella collana "Gl'Istrici" della Salani, riscontrando subito un notevole successo.
Da allora pubblica diversi altri titoli per ragazzi, tutti ne Gl'Istrici e un romanzo per ragazzi e adulti, Aldabra. I suoi libri, arricchiti nelle edizioni italiane dalle illustrazioni di Giulia Orecchia, vengono successivamente tradotti in decine di paesi del mondo.
Nel 2010 ha scritto il romanzo Io dentro gli spari sul tema dei ragazzi testimoni di mafia, che nel 2012 ha vinto il Prix Sorcières, sezione adolescenti.

## Opere
- La scimmia nella biglia, 1992
- Pasta di drago, 1993
- Occhio al gatto, 1995
- L'isola del tempo perso, 1997
- La memoria dell'acqua, 1999
- Aldabra, 2001
- Qui vicino mio Ariel, 2005
- La bambina in fondo al mare, 2009
- Io dentro gli spari, 2010
- Il club degli amici immaginari, 2012
- La memoria dell'acqua, 2013

## Premi e riconoscimenti
- Nel 1994 vince il Premio Cento con Pasta di drago.
- Nel 1996 vince il Premio Andersen come miglior Autrice italiana dell'anno e il Premio Cento con il libro Occhio al gatto.